# Лю Чжо
Лю Чжо (劉焯, 544 — 610) — китайский астроном времен династии Суй.

## Биография
Родился в 544 году в уезде Цяньтин. О жизни его мало известно. В 604 году разработал новый календарь Хуан-цзи.

## Астрономия
В своем календаре Лю Чжо обновил величину прецессии, установил её как 1º за каждые 75 тропических лет, что было образцом высокой точности для того времени. Число Лю Чжо продолжало использоваться до 1199 года, когда разработчики нового календаря Тунтянь приняли более точную величину — 1º за каждые 66 тропических лет и 8 месяцев.
Лю Чжо отмечал, что от осеннего равноденствия до зимнего солнцестояния проходит 88 дней, а от весеннего равноденствия до летнего солнцестояния — 93 дня, и считал, что время, необходимое Солнцу, чтобы пересечь эти расстояния, меняется из-за колебания в его скорости. Полученные им числа, однако, были неточны. При работе над календарем Лю Чжо построил теорию солнечных затмений, в которой учитывалось видимое изменение относительного положения Солнца и Луны, что является, по его мнению, результатом удаленности наблюдателя от центра Земли. Он впервые в китайский астрономии, но на 8 веков позже Гиппарха, подошёл к представлению о параллаксе, то есть кажущемся смещении небесных объектов вследствие перемещения наблюдателя.